# Oxygen (альбом Wild Orchid)
Oxygen ― второй альбом американской группы Wild Orchid, выпущенный в 1998 году. С момента своего выхода альбом разошёлся тиражом более 200 000 копий по всему миру.

## Производство
За пару месяцев для Oxygen было написано тридцать песен, а для записи были выбраны десять лучших. Группа также записала кавер-версии песен «Our Lips Are Sealed» и «You're No Good». 

## Выпуск
Альбом был выпущен в сентябре 1998 года и совпал с работой девушек в качестве представителей и моделей Guess, а также ведущих нового реалити-шоу Fox Family «Great Pretenders», в котором дети и подростки всех возрастов соревнуются за призы. Они отправились в рекламный тур по США и были гостями на шоу «Donny and Marie», где исполнили песню «Be Mine» (главный сингл альбома). С 16 июня по 28 августа 1999 года группа выступила на разогреве у Шер во время её турне вместе с Синди Лаупер. Группа выступила в сериале «Беверли-Хиллз 90210».

## Трек-лист
1. "Be Mine" (Dave Deviller, Sean Hosein, Wild Orchid) – 3:29
2. "You're No Good (But I Like It)" (Clint Ballard, Jr.) – 3:19
3. "Come as You Are" (Rudy Perez) – 3:31
4. "Declaration" (Manuel Seal, Jr.) – 3:41
5. "Wasted Love" (Sylvia Bennett-Smith, Wild Orchid) – 4:41
6. "Our Lips Are Sealed" (Terry Hall, Jane Wiedlin) – 2:57
7. "lTic Toc" (John Carter, Todd Chapman, Wild Orchid) – 3:23
8. "Holding On" (includes interlude) (Full Force, Wild Orchid) – 4:09
9. "Take You Higher" (Ron Fair, Parental Advisory, Wild Orchid) – 3:29
10. "Make It Easy for Me" (Christopher Bolden, Wild Orchid) – 4:11
11. "You & Me" (Bennett-Smith, Wild Orchid) – 4:15
12. "In My Room" (Bobby Sandstrom, Wild Orchid) – 4:47

## Чарты
Singles - Billboard (North America)
| Год  | Сингл     | Чарт                   | Позиция |
| ---- | --------- | ---------------------- | ------- |
| 1998 | "Be Mine" | Bubbling Under Hot 100 | 3       |